# Hemau
Hemau település Németországban, azon belül Bajorországban. Lakosainak száma 9700 fő (2023. december 31.).

## Népesség
A település népessége az elmúlt években az alábbi módon változott:
| Lakosok száma | 1605 | 2906 | 4707 | 6751 | 8529 | 8741 | 8907 | 9119 | 9456 | 9700 |
|               | 1875 | 1950 | 1975 | 1987 | 2012 | 2014 | 2016 | 2017 | 2021 | 2023 |